# Begonia semiparietalis
Espèce
Begonia semiparietalis est une espèce de plantes de la famille des Begoniaceae.
Elle a été décrite en 2006 par Yan Liu (2003), Shin Ming Ku (2004) et Ching I Peng.